# Championnat de Guinée équatoriale de football 2021-2022
Navigation
Saison précédente Saison suivante
Le Championnat de Guinée équatoriale de football 2021-2022 est la quarante-troisième édition du Championnat de Guinée équatoriale de football. 
La compétition se scinde en deux phases :
- La première phase voit les équipes réparties en deux poules géographiques (Insular et Continental), où elles s'affrontent à deux reprises. Les trois premiers se qualifient pour la seconde phase.
- Lors de la seconde phase, les six qualifiés se retrouvent dans une poule unique et s'affrontent une fois.

## Déroulement de la saison
La saison débute le 25 septembre 2021, avec les mêmes équipes que la saison précédente comme il n'y a pas eu de promotion ni de relégation.
le Deportivo Mongomo remporte le championnat douze ans après son dernier titre.

## Les clubs participants
- Leones Vegetarianos
- Cano Sport Academy
- San Pablo Nsok
- Deportivo Unidad
- Atlético Semu
- UD Estrella Roja
- Panthers FC
- Ceiba FC
- UD Santa María
- CD Elá Nguema
- Santa Isabel
- Real Rebola

- Futuro Kings
- Akonangui Football Club
- Deportivo Niefang
- Dragon FC
- Quince de Agosto
- Deportivo Mongomo
- FC Bata
- Deportivo Anoney
- AD Mongomo
- Hacía Club de Mbedumu
- Inter Litoral
- Inter Vesper

## Compétition
Le barème utilisé pour le classement est le suivant :
- Victoire : 3 points
- Match nul : 1 point
- Défaite, abandon ou forfait : 0 point

### Première phase
| Rang | Équipe               | Pts  | J  | G  | N  | P  | Bp | Bc | Diff |
| ---- | -------------------- | ---- | -- | -- | -- | -- | -- | -- | ---- |
| 1    | Leones Vegetarianos  | 47   | 22 | 14 | 5  | 3  | 42 | 19 | +23  |
| 2    | Cano Sport Academy T | 41   | 22 | 13 | 2  | 5  | 47 | 28 | +19  |
| 3    | Atlético Semu        | 34   | 22 | 10 | 4  | 8  | 35 | 19 | +16  |
| 4    | Deportivo Unidad     | 34   | 22 | 8  | 10 | 4  | 29 | 21 | +8   |
| 5    | Panthers FC          | 34   | 22 | 9  | 7  | 6  | 26 | 21 | +5   |
| 6    | CD Elá Nguema        | 32   | 22 | 8  | 8  | 6  | 23 | 23 | 0    |
| 7    | Santa Isabel         | 31   | 22 | 9  | 4  | 9  | 27 | 19 | +8   |
| 8    | Ceiba FC             | 31-3 | 22 | 10 | 4  | 8  | 27 | 23 | +4   |
| 9    | UD Estrella Roja     | 27   | 22 | 7  | 6  | 9  | 26 | 28 | -2   |
| 10   | San Pablo Nsok       | 20   | 22 | 5  | 5  | 12 | 14 | 36 | -22  |
| 11   | Real Rebola          | 17   | 22 | 3  | 8  | 11 | 18 | 42 | -24  |
| 12   | UD Santa María       | 12   | 22 | 3  | 3  | 16 | 21 | 56 | -35  |

| Rang | Équipe                  | Pts | J  | G  | N | P  | Bp | Bc | Diff |
| ---- | ----------------------- | --- | -- | -- | - | -- | -- | -- | ---- |
| 1    | Futuro Kings            | 52  | 22 | 16 | 4 | 2  | 42 | 9  | +33  |
| 2    | Deportivo Mongomo       | 43  | 22 | 13 | 4 | 5  | 31 | 13 | +18  |
| 3    | Inter Litoral           | 41  | 22 | 12 | 5 | 5  | 46 | 24 | +22  |
| 4    | Dragon FC               | 39  | 22 | 12 | 3 | 7  | 35 | 25 | +10  |
| 5    | FC Bata                 | 38  | 22 | 11 | 5 | 6  | 32 | 20 | +12  |
| 6    | Akonangui Football Club | 36  | 22 | 10 | 6 | 6  | 47 | 20 | +27  |
| 7    | AD Mongomo              | 36  | 22 | 10 | 6 | 6  | 43 | 26 | +17  |
| 8    | Quince de Agosto        | 31  | 22 | 9  | 4 | 9  | 30 | 28 | +2   |
| 9    | Deportivo Niefang       | 24  | 22 | 8  | 0 | 14 | 30 | 47 | -17  |
| 10   | Deportivo Anoney        | 17  | 22 | 4  | 5 | 13 | 14 | 42 | -28  |
| 11   | Inter Vesper            | 10  | 22 | 2  | 4 | 16 | 16 | 54 | -38  |
| 12   | Hacía Club de Mbedumu   | 4   | 22 | 0  | 4 | 18 | 10 | 58 | -48  |

### Seconde phase
Les trois premiers de chaque groupe se rencontrent dans un mini-championnat pour désigner le champion de la Guinée équatoriale.
| Rang | Équipe               | Pts | J | G | N | P | Bp | Bc | Diff |
| ---- | -------------------- | --- | - | - | - | - | -- | -- | ---- |
| 1    | Deportivo Mongomo    | 10  | 5 | 3 | 1 | 1 | 7  | 5  | +2   |
| 2    | Futuro Kings         | 9   | 5 | 3 | 0 | 2 | 7  | 2  | +5   |
| 3    | Atlético Semu        | 7   | 5 | 2 | 1 | 2 | 5  | 6  | -1   |
| 4    | Cano Sport Academy T | 5   | 5 | 1 | 2 | 2 | 7  | 8  | -1   |
| 5    | Leones Vegetarianos  | 5   | 5 | 1 | 2 | 2 | 2  | 4  | -2   |
| 6    | Inter Litoral        | 5   | 5 | 1 | 2 | 2 | 1  | 4  | -3   |

## Bilan de la saison
| Championnat de Guinée équatoriale de football 2021-2022 |                              |
| Champion                                                | Deportivo Mongomo (4e titre) |
| Qualifications continentales                            |                              |
| Ligue des champions de la CAF 2022-2023                 | Deportivo Mongomo            |
| Coupe de la confédération 2022-2023                     | Inter Littoral Academy       |
| Promotions et relégations                               |                              |
| Promus en Primera División                              | Deportivo Evinayong          |
| Promus en Primera División                              | Estrella de Futuro           |
| Promus en Primera División                              | Deportivo Ebenezer           |
| Promus en Primera División                              | Real Teka FC                 |
| Relégués en Segunda División                            | 12 clubs                     |